# همام الامین
همام الامین (زادهٔ ۲۵ اوت ۱۹۹۹) بازیکن فوتبال است.
از باشگاه‌هایی که در آن بازی کرده‌است می‌توان به باشگاه فوتبال اوپن اشاره کرد.
وی همچنین در تیم‌های ملی فوتبال زیر ۲۰ سال قطر و قطر بازی کرده‌است.